# Schrei nach Liebe
«Schrei nach Liebe» (traducción aproximada «Grito por amor»/«Grito pidiendo amor») es una canción de la banda de punk-rock berlinesa Die Ärzte publicada en 1993. Es uno de los himnos antifascistas más populares en Alemania.[cita requerida]

## Canción

### Formación de la banda
- Guitarra y voz: Farin Urlaub
- Bajo: Rodrigo González
- Batería y voz: Bela B.

### Letra
En la canción se insulta sin nombrarlo a un radical ultraderechista ("Du bist wirklich saudumm […] Alles muss man dir erklären, weil du wirklich gar nichts weißt…" — "Eres verdaderamente tonto del culo [...] Hay que explicártelo todo porque no te enteras de nada"). En el estribillo el tono adquiere cierta compasión ("Deine Gewalt ist nur ein stummer Schrei nach Liebe […] Deine Eltern hatten niemals für dich Zeit" — "Tu violencia no es más que un grito sordo pidendo amor [...] Tus padres nunca tenían tiempo para ti"). La condescendencia termina con el estribillo al grito de "Arschloch!" ("gilipollas").
El texto y la música de la canción surgen del trabajo conjunto de Farin Urlaub con Bela B. Mientras las estrofas son en mayor parte de Bela B., el estribillo es de Farin Urlaub. La idea del grito final es no obstante idea de Bela B. Curiosamente, cada uno canta la parte compuesta por el otro.

### Estilo
Es muy característico el riff de guitarra al estilo oriental, inconfundiblemente inspirado en la canción Layla de Derek and the Dominos. A menudo, Die Ärzte encadenan ambas canciones en los conciertos. El final, silbidos acompañados de guitarra acústica, nunca ha sido interpretado en concierto.

## Significado para el grupo

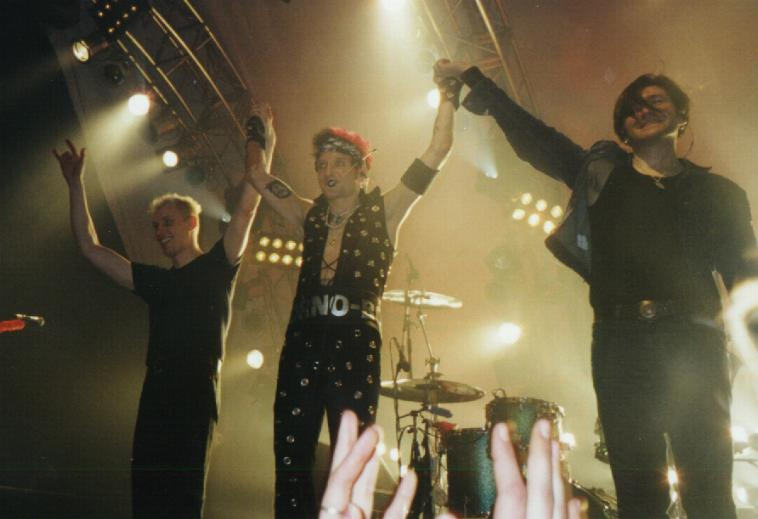
Die Ärzte.

Schrei nach Liebe fue la primera canción publicada por Die Ärzte tras su separación en 1988. También fue la primera en la que el grupo se posicionó políticamente, si bien ya era conocido por aquel entonces que el grupo defendía posturas izquierdistas, aunque esto no se hubiera visto reflejado en su producción anterior a la disolución al primar en ella el factor lúdico por encima del fondo político. En los comienzos de Die Ärzte algunos radicales derechistas los siguieron por el mero hecho de que cantaban en alemán. Cabe resaltar que compusieron en sus comienzos una canción inédita titulada Eva Braun que parodiaba la relación amorosa entre Eva Braun y Adolf Hitler, ironías incomprendidas o ignoradas por los neonazis. Schrei nach Liebe aclaró toda duda sobre su ideología.
Al editarse (10 de septiembre de 1993), la temática ultraderechista estaba de actualidad debido a violentos ataques a inmigrantes (entre otros en Rostock, Solingen o Mölln). La discográfica Metronome era partidaria de que el primer sencillo tras la disolución de la banda fuese Mach die Augen zu, más comercial. Die Ärzte presionaron para que Schrei nach Liebe se editara primero, al considerar que una demostración ideológica primaba en aquel momento sobre las ventas.

## Éxito comercial
La canción fue censurada en varias emisoras por la palabra "Arschloch". Para no perder cuota, la discográfica se apresuró a editar Mach die Augen zu, en contra de la opinión del grupo, que prefería prolongar Schrei nach Liebe.
A Lidia Antonini, periodista de la radio de Hesse, le gustó la canción y se recomendó a varios colegas que la emitieran. Desde entonces gozó de mucho tiempo en antena, convirtiéndose en el sencillo más célebre hasta la fecha. Su anterior gran éxito había sido Westerland (1988) con cuarenta mil ejemplares. Con Schrei nach Liebe se contaron en poco tiempo cuatrocientos cincuenta mil. La canción llegó al puesto noveno de las listas alemanas.
Desde el panorama punk se había recibido con recelo la vuelta de Die Ärzte, acusados de comerciales. Con la publicación de una canción antinazi, recuperó el beneplácito del mundo punk.

## "Entre Störkraft y los otros"
Un verso dice "Zwischen Störkraft und den Onkelz steht ne Kuschelrock-LP" ("entre Störkraft y los Onkelz hay un LP de rock "romanticón""), en referencia a dos grupos alemanes, Störkraft y Böhse Onkelz. Mientras que los primeros eran abiertamente filonazis, los Böhse Onkelz habían abandonado la escena skinhead a mediados de los años 1980, pero se les seguía criticando aglutinar un público mayoritariamente de derechas.
Farin Urlaub, autor de la frase, la cambió a finales de los años 1990 por "Zwischen Störkraft und den andern steht ne Kuschelrock-LP" ("entre Störkraft y los otros"). Esta versión se puede oír en el álbum acústico Rock'n'Roll Realschule y fue interpretada por los fanes de Böhse Onkelz como una rectificación de Farin Urlaub en la que se daba a entender que los Onkelz ya no tenían nada que ver con la ultraderecha. En realidad la intención de Farin Urlaub era hacer hincapié en que el Störkraft y Böhse Onkelz no eran los únicos grupos roqueros derechistas y matizó que los seguía considerando "una banda nazi". Como se malinterpretó el cambio, Urlaub decidió retomar la versión original. Como respuesta a esta alusión, en 1996 los Onkelz publicaron en su álbum E.I.N.S. la canción "Ihr sollt den Tag nicht vor dem Abend loben" en la que se decía: 'saludos a Düsseldorf y Berlín [...] Opio para el pueblo, mierda para las masas, sí, lo habéis conseguido, estoy empezando a odiaros y si digo algo así no es mentira. No debéis alabar el día antes de que llegue la noche'. La expresión "opio para el pueblo" se refiere al disco de 1996 de Die Toten Hosen Opium fürs Volk. Düsseldorf y Berlín son las ciudades de origen de los Toten Hosen y de Die Ärzte.

## Versiones
Schrei nach Liebe se editó en los siguientes álbumes:
- 1993: Schrei nach Liebe (sencillo)
- 1993: Die Bestie in Menschengestalt (álbum)
- 1994: Das Beste von kurz nach früher bis jetze (álbum recopilatorio)
- 1999: Wir wollen nur deine Seele (álbum en directo)
- 2002: Rock'n'Roll Realschule (álbum acústico)
- 2004: Die Band, die sie Pferd nannten (DVD en directo)
- 2006: Bäst of (álbum de grandes éxitos)

El coro femenino belga Scala & Kolacny Brothers publicó en 2003 una versión coral de Schrei nach Liebe no muy apreciada por los fanes de Die Ärzte, que la consideraron desfigurada al carecer de instrumentos. La polémica entre Die Ärzte y los Böhse Onkelz también alcanzó a Scala & Kolacny Brothers, pues el coro defendía que estos últimos sí se habían distanciado de la derecha más radical. Por ello, cantaron la versión "entre Störkraft y los otros", revertida por el propio autor.